# アカデミー国際長編映画賞ウクライナ代表作品の一覧
ウクライナは、1997年よりアカデミー国際長編映画賞への参加を開始している。アカデミー国際長編映画賞はアメリカ合衆国の映画芸術科学アカデミー（AMPAS）が主催し、アメリカ合衆国以外の国で製作され、主要な会話が英語以外で占められた長編映画を対象としている。2023年時点で16作が出品され、2004年の『A Driver for Vera』はウクライナが主製作国とはみなされずに失格となった。

## 代表作
1956年よりAMPASは外国語映画賞を設置し、各国のその年最高の映画を招待している。外国語映画賞委員会はプロセスを監視し、すべての応募作品を評価する。その後、委員会は5つのノミネート作品を決定するために秘密投票を行う。
以下はウクライナ代表作の一覧である。
| 年 （授賞式） | 日本語題                | 出品時の英題             | 原題                                  | 言語                                            | 監督                                               | 結果     |
| ------------- | ----------------------- | ------------------------ | ------------------------------------- | ----------------------------------------------- | -------------------------------------------------- | -------- |
| 1997 (第70回) |                         | A Friend of the Deceased | Приятель небіжчика Приятель покойника | ヴャチェスラフ・クリシトフォーヴィチ            | ロシア語 (オリジナル)/ウクライナ語 (吹替え)        | 落選     |
| 2003 (第76回) |                         | Mamay                    | Мамай                                 | オレス・サンイン                                | ウクライナ語、クリミア・タタール語                 | 落選     |
| 2004 (第77回) |                         | A Driver for Vera        | Водій для Віри Водитель для Веры      | パーヴェル・チュフライ                          | ロシア語                                           | 失格     |
| 2006 (第79回) |                         | Aurora                   | Аврора                                | オクサナ・バイラク                              | ロシア語                                           | 落選     |
| 2008 (第81回) |                         | Illusion of Fear         | Ілюзія страху Иллюзия страха          | オレクサンドル・キリエンコ                      | ロシア語 (オリジナル)/ウクライナ語 (吹替え)        | 落選     |
| 2012 (第85回) |                         | Firecrosser              | Той, хто пройшов крізь вогонь         | ミハイロ・イリエンコ                            | ウクライナ語、英語、ロシア語、クリミア・タタール語 | 落選     |
| 2013 (第86回) |                         | Paradjanov               | Параджанов                            | セルジュ・アヴェディキアン オレナ・フェティソワ | ロシア語 (オリジナル)/ウクライナ語 (吹替え)        | 落選     |
| 2014 (第87回) |                         | The Guide                | Поводир                               | オレス・サンイン                                | ウクライナ語、ロシア語、英語                       | 落選     |
| 2016 (第89回) |                         | Ukrainian Sheriffs       | Українські шерифи Украинские шерифы   | ロマン・ボンダルチューク                        | ウクライナ語、ロシア語                             | 落選     |
| 2017 (第90回) |                         | Black Level              | Рівень чорного                        | ヴァレンチン・ヴァシャノヴィチ                  | 台詞無し                                           | 落選     |
| 2018 (第91回) | ドンバス                | Donbass                  | Донбас Донбасс                        | セルゲイ・ロズニツァ                            | ロシア語、ウクライナ語                             | 落選     |
| 2019 (第92回) |                         | Homeward                 | Додому                                | ナリマン・アリエフ                              | クリミア・タタール語、ウクライナ語                 | 落選     |
| 2020 (第93回) | アトランティス          | Atlantis                 | Атлантида                             | ヴァレンチン・ヴァシャノヴィチ                  | ウクライナ語                                       | 落選     |
| 2021 (第94回) |                         | Bad Roads                | Погані дороги                         | ナタリア・ヴォロズビット                        | ロシア語、ウクライナ語                             | 落選     |
| 2022 (第95回) | 世界が引き裂かれる時    | Klondike                 | Клондайк                              | マリナ・エル・ゴルバチ                          | ウクライナ語、ロシア語、チェチェン語、オランダ語   | 落選     |
| 2023 (第96回) | 実録 マリウポリの20日間 | 20 Days in Mariupol      | 20 днів у Маріуполі                   | ミスティスラフ・チェルノフ                      | ウクライナ語、ロシア語                             | 最終選考 |

この他に1984年にはウクライナ映画『Wartime Romance』がソビエト連邦代表作として出品されている。
さらにウクライナはこの部門で度々論争を巻き起こしている:
- 2004年の『A Driver for Vera』はロシアが主製作国とみなされて失格となった。この作品は大部分がウクライナで撮影され、ロシアとウクライナの製作会社の共同製作であったが、ロシア人の脚本家・監督のパーヴェル・チュフライ（英語版）がロシア語で製作したものであり、主要俳優6人中5人がロシア人であった。
- 2006年、コロンビア大学の映画教授はウクライナの選考過程が不透明であり、ドラマ映画『Aurora』はAMPASの規則に従って上映されていないと申し立てた[19]。この抗議があったにもかかわらず『Aurora』の出品は拒否され、上映された。
- 2007年、ウクライナはオスカー特別委員会を設立し、毎年ウクライナ人候補者を選出すると報じられ、2007年は『Koroliova』がウクライナ代表に選出されると予想された[20]。しかしながら結局、委員会は代表選考のための会合を開催していないことが明らかとなった[21]。
- 2014年、ウクライナは映画祭でより高評価を得た『ザ・トライブ』（ミロスラヴ・スラボシュピツキー（英語版）監督）よりも『The Guide』（オレス・サンイン監督）を出品したため、動向の選考委員数名が談合を非難し、退任に追い込まれるという論争を巻き起こした[22]。
- 2015年、ウクライナは作品の提出期限に間に合わなかった。ウクライナはアカデミーに延長を要求したが拒否された[23]。

## その他の出品候補作
2020年は他に『The Earth Is Blue as an Orange』（イリナ・ツィリク監督）と『My Thoughts Are Silent』（アントニオ・ルキーチ監督）の出品が検討された。